# Holderbank (Solura)
Holderbank – miejscowość i gmina w północnej Szwajcarii, w kantonie Solura, w jednostce administracyjnej (Amtei) Thal-Gäu, w okręgu Thal.

## Demografia
W Holderbanku mieszkają 732 osoby. W 2022 roku 15,7% populacji gminy stanowiły osoby urodzone poza Szwajcarią. 

## Transport
Przez teren gminy przebiega droga główna nr 12.